# Halsbarm
|  | Sammenskrivningsforslag Artiklen Halsbarm er foreslået føjet ind i Barm. (Siden august 2021) Diskutér forslaget |

Halsbarm er det forreste (luv) og nederste hjørne på et sejl. -barm kommer fra oldnordisk og betyder at bære eller at holde noget.
Hals er en tovende til at manøvrere sejlets halsbarm med.
Halsen var det tov sad det forreste og nederste hjørne på vikingeskibene, nær halsen på dragehovedet (eller heste- orme- trane- hovedet) deraf navnet.